# Corydalis paeoniifolia
Corydalis paeoniifolia är en vallmoväxtart som först beskrevs av Franz Stephani, och fick sitt nu gällande namn av Christiaan Hendrik Persoon. Corydalis paeoniifolia ingår i släktet nunneörter, och familjen vallmoväxter. Inga underarter finns listade i Catalogue of Life.